# Стилл, Алекса
Алекса Стилл (англ. Alexa Still; род. 1962) — новозеландско-американская флейтистка.

## Биография
Начала играть на флейте в восьмилетнем возрасте, играла в Оклендском региональном оркестре. Затем училась в США в Стоуни-Брукском университете (у Сэмюэла Барона), а также частным образом у Томаса Найфенгера. Выиграла ряд американских конкурсов. В 1985 году дебютировала в нью-йоркском Карнеги-холле с сольным концертом, исполнив наряду с произведениями Франца Доплера и Оливье Мессиана музыку новозеландских авторов.
В 1986 году выиграла конкурс на место первой флейты в Новозеландском симфоническом оркестре, где оставалась на протяжении 12 лет, развивая одновременно и сольную карьеру. В 1998 году вернулась в США и до 2006 года преподавала в Колорадском университете в Боулдере, затем в 2006—2011 годах профессор Сиднейской консерватории. С 2011 года профессор Оберлинской консерватории. В 2006—2007 годах председатель совета директоров Национальной ассоциации флейты (США).
К 2008 году записала 14 дисков, среди которых музыка её однофамильца Уильяма Гранта Стилла (в том числе в собственных аранжировках флейтистки), полное собрание сочинений для флейты Лоуэлла Либермана и др.